# Peralejos de Abajo
Peralejos de Abajo is een gemeente in de Spaanse provincie Salamanca in de regio Castilië en León met een oppervlakte van 19,68 km². Peralejos de Abajo telt 165 inwoners (1 januari 2016).

## Demografische ontwikkeling
Bron: INE, 1857-2011: volkstellingen